# Verona Beat
Verona Beat è un brano musicale de I Gatti di Vicolo Miracoli del 1979.

## Il brano
Verona Beat è uno dei brani più noti della formazione cabarettistica veronese de I Gatti di Vicolo Miracoli. Il brano,  composto da Nini Salerno e Umberto Smaila, viene cantato da Smaila utilizzando il registro del falsetto. Il titolo della canzone deriva dal nome di una fanzine veronese degli anni sessanta che si occupava di musica beat.
Il brano è stato utilizzato come colonna sonora dei titoli di testa del film diretto da Carlo Vanzina Arrivano i gatti del 1980. Il brano è contenuto nell'album del 1979 I Gatti di Vicolo Miracoli, pubblicato da Warner Bros. Records in LP e MC. L'album non è mai stato ristampato, tuttavia la canzone è contenuta anche nelle raccolte pubblicate da Rhino Records nel 2008, Le più belle canzoni,  e 2016, Playlist.
Il brano non è mai stato pubblicato come titletrack di un singolo, tuttavia appare in una versione della durata di 5:40 nei due singoli Discogatto del 1979 e No-No-No-No-No del 1980. Infine nel 1985 una nuova versione più breve, della durata di 4:00, viene cantata dalla formazione senza Jerry Calà, pubblicata sul retro del 45 giri Singer's Solitude e utilizzata come sigla del quiz Help! e inno dell'Hellas Verona nell'anno dello scudetto e, di recente, al termine delle partite casalinghe del club gialloblù. 
Il brano è ricco di citazioni: vengono nominati infatti l'Equipe 84, la mobilitazione per la carestia in Bangladesh per cui George Harrison nel 1971 organizzò il celebre Concerto per il Bangladesh, il libro Paura di volare di Erica Jong, tra i testi di riferimento del femminismo degli anni settanta, e i "cantautori che parlavano di libertà - col cuore in gabbia", riferimento alla nascita in Italia della figura del cantautore, fenomeno nuovo per l'epoca di cui parla.

## Edizioni

### Album
- 1979 - I Gatti di Vicolo Miracoli (Warner Bros. Records, T-56765, LP)
- 1979 - I Gatti di Vicolo Miracoli (Warner Bros. Records, T-456765, MC)

### Raccolte
- 2008 - Le più belle canzoni (Rhino Records, B001B38DLS, CD)
- 2008 - Playlist (Rhino Records, 5054197248726, CD)

### Singoli
- 1979 - Discogatto/Verona Beat (Warner Bros. Records, PROMO 092, 7")
- 1980 - No-No-No-No-No/Verona Beat (Warner Bros. Records, T 17729, 7")
- 1985 - Singer's Solitude/Verona Beat (Five Record, FM 13103, 7")